# Chasseur de fantômes (roman)
Pour les articles homonymes, voir Chasseur de fantômes (homonymie).
Chasseur de fantômes (Ghost Hunter) est le sixième et dernier tome de la série Chroniques des temps obscurs écrite par Michelle Paver, et publié originellement en 2009 puis l'année suivante en France. Il est traduit en français par Blandine Longre.

## Résumé
Un froid immense s'est abattu sur la Forêt. Eostra, la dernière mangeuse d'âme, a figé dans la glace le monde de Torak, Renn et Loup, pour mieux les y emprisonner. Elle envoie aux clans la maladie des ombres, qui paralyse le cœur des hommes. Alors Torak se met en marche vers la Montagne des Morts où Eostra se cache en attendant de prendre son âme. Il veut l'affronter, seul. C'est compter sans Renn et Loup qui se lancent à sa poursuite, au péril de leurs vies.